# Volta Redonda - Memorial da Greve
Volta Redonda - Memorial da Greve é um curta-metragem brasileiro de 1989, do gênero documentário, escrito e dirigido por Eduardo Coutinho, que fala sobre a Greve ocorrida na Companhia Siderúrgica Nacional (CSN) em novembro de 1988, que culminou com a morte de 3 operários.
O documentário foi feito a partir de uma solicitação do bispo Dom Waldyr Calheiros, da diocese de Barra do Piraí e Volta Redonda, com o objetivo de narrar os episódios ocorridos durante a greve. O filme conta depoimentos de militantes das CEBs, do sindicato, de movimentos populares, além do próprio bispo Dom Waldyr Calheiros.
Atualmente o filme faz parte do arquivo do Museu da Imagem e do Som.

## Sinopse
| “ | "No final da década de 1970, o movimento operário começa a ganhar força. Em 1988, os trabalhadores da Companhia Siderúrgica Nacional, em Volta Redonda, decretam uma grande greve. A intervenção militar é imediata; a repressão assassina três jovens operários e fere dezenas." | ” |

## Ficha Técnica
- Direção - Eduardo Coutinho
- Fotografia - Mario Ferreira
- Montagem - Alice Grisoli Costa
- Produção - Iser Vídeo

## Festivais
- 2013 - Em "homenagem" aos 25 anos da Greve de 1988, o filme foi reprisado na 37ª Mostra Internacional de Cinema de SP[5][6]

## Ver Também
- 1988 – Uma Greve, Corações e Mentes